# Regimentul 44/68 Infanterie (1916-1918)
Regimentul 44/68 Infanterie  a fost o unitate de nivel tactic de rezervă constituită la începutul anului 1917, prin contopirea Regimentului 44 Infanterie și Regimentului 68 Infanterie. 
În timpul campaniei din anul 1916 cele două regimente au făcut parte din Brigada 23 Infanterie. Ca urmare a pierderilor suferite, în cadrul procesului de reorganizare a armatei de la începutul anului 1917, s-a decis contopirea celor două unități într-un singur regiment și resubordonarea acestuia Brigăzii 24 Infanterie, alături de Regimentul 62/70 Infanterie.

## Campania anului 1917
În campania din anul 1917, Regimentul 44/68 Infanterie  a participat la acțiunile militare în dispozitivul de luptă al Diviziei 12 Infanterie, luând parte la Bătălia de la Mărășești. În această campanie, regimentul a fost comandat de locotenent-colonelul Ilie Marinescu.:p. 49